# Bright Edomwonyi
Bright Osagie Edomwonyi (Benin City, 24 luglio 1994) è un calciatore nigeriano, attaccante del Nyíregyháza.

## Caratteristiche tecniche
È un centravanti.

## Carriera
Ha esordito il 28 ottobre 2012 con la maglia del Salisburgo in occasione del match perso 2-0 contro il Rapid Vienna.

## Statistiche

### Presenze e reti nei club
Statistiche aggiornate al 6 gennaio 2017.
| Stagione               | Squadra                | Campionato             | Campionato | Campionato | Coppe nazionali | Coppe nazionali | Coppe nazionali | Coppe continentali | Coppe continentali | Coppe continentali | Altre coppe | Altre coppe | Altre coppe | Totale | Totale | Totale |
| Stagione               | Squadra                | Comp                   | Pres       | Reti       | Comp            | Pres            | Reti            | Comp               | Pres               | Reti               | Comp        | Pres        | Reti        | Pres   | Reti   |        |
| ---------------------- | ---------------------- | ---------------------- | ---------- | ---------- | --------------- | --------------- | --------------- | ------------------ | ------------------ | ------------------ | ----------- | ----------- | ----------- | ------ | ------ | ------ |
| 2012-gen. 2013         | Salisburgo             | BL                     | 1          | 0          | CA              | 0               | 0               |                    | -                  | -                  |             | -           | -           | 1      | 0      |        |
| gen.-giu. 2013         | Liefering              | RL                     | 4          | 2          | CA              | 0               | 0               |                    | -                  | -                  |             | -           | -           | 4      | 2      |        |
| 2013-gen. 2014         | Liefering              | 1L                     | 7          | 0          | CA              | 0               | 0               |                    | -                  | -                  |             | -           | -           | 7      | 0      |        |
| Totale Liefering       | Totale Liefering       | Totale Liefering       | 11         | 2          |                 | 0               | 0               |                    | -                  | -                  |             | -           | -           | 11     | 2      |        |
| gen.-giu. 2014         | Wacker Innsbruck       | BL                     | 10         | 0          | CA              | 0               | 0               |                    | -                  | -                  |             | -           | -           | 10     | 0      |        |
| 2014-gen. 2015         | Hartberg               | 1L                     | 15         | 9          | CA              | 2               | 1               |                    | -                  | -                  |             | -           | -           | 17     | 10     |        |
| gen.-giu. 2015         | Sturm Graz             | BL                     | 6          | 0          | CA              | 0               | 0               |                    | -                  | -                  |             | -           | -           | 6      | 0      |        |
| 2015-2016              | Sturm Graz             | BL                     | 27         | 7          | CA              | 4               | 1               | UEL                | 1                  | 0                  |             | -           | -           | 32     | 8      |        |
| 2016-2017              | Sturm Graz             | BL                     | 18         | 4          | CA              | 3               | 0               |                    | -                  | -                  |             | -           | -           | 21     | 4      |        |
| 2016-2017              | Çaykur Rizespor        | SL                     | 16         | 2          | CT              | 3               | 1               |                    | -                  | -                  |             | -           | -           | 19     | 3      |        |
| 2017-gen. 2018         | Çaykur Rizespor        | SL                     | 6          | 0          | CT              | 1               | 1               |                    | -                  | -                  |             | -           | -           | 7      | 1      |        |
| Totale Çaykur Rizespor | Totale Çaykur Rizespor | Totale Çaykur Rizespor | 22         | 2          |                 | 4               | 1               |                    | -                  | -                  |             | -           | -           | 26     | 3      |        |
| gen.-giu. 2018         | Sturm Graz             | BL                     | 0          | 0          | CA              | 0               | 0               |                    | -                  | -                  |             | -           | -           | 0      | 0      |        |
| Totale carriera        | Totale carriera        | Totale carriera        | 110        | 24         |                 | 13              | 4               |                    | 1                  | 0                  |             | -           | -           | 124    | 28     |        |

## Palmarès

### Club

#### Competizioni nazionali
- Coppa d'Austria: 1

Sturm Graz: 2017-2018